# Uniondale (Afrique du Sud)
Uniondale est une petite ville d'Afrique du Sud, située dans la province du Cap-Occidental. 

## Localisation

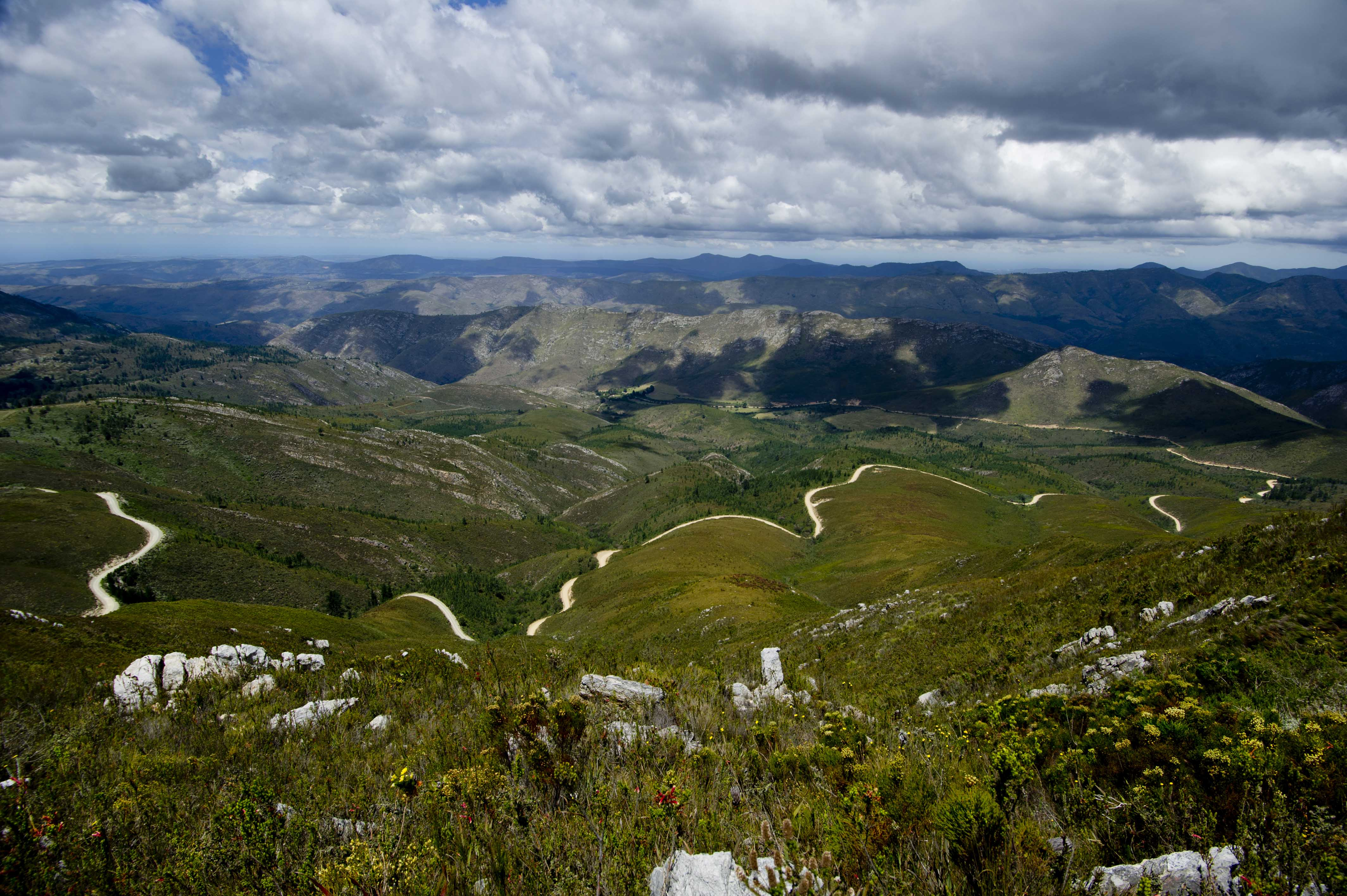
Col de Prince Alfred

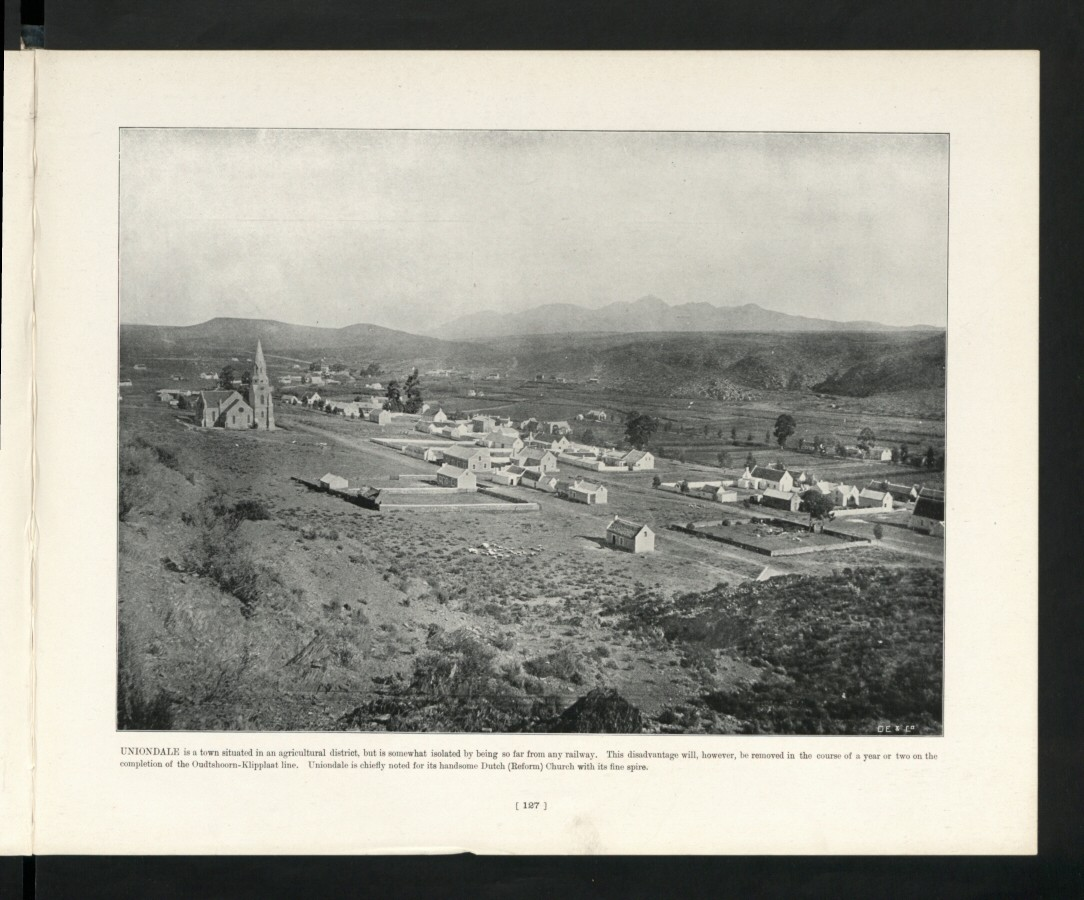
Uniondale

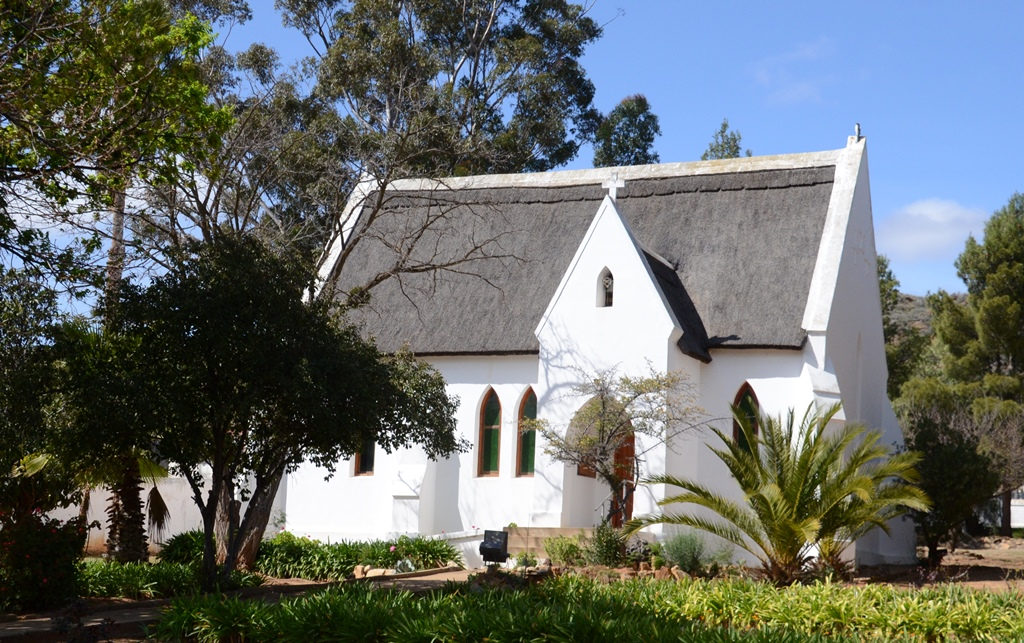
Église de tous les saints, 33 Voortrekker Street à Uniondale

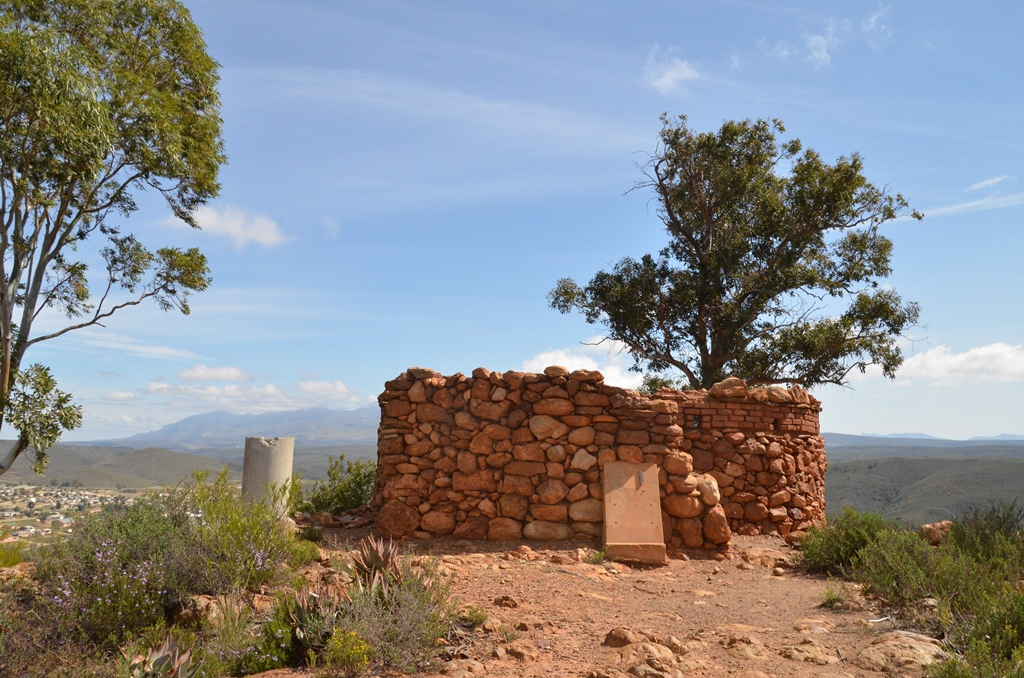
Fortin britannique, vestige de la seconde guerre des Boers

Surmontée par les montagnes de Kamanassie et de Kouga, Uniondale est située dans le petit karoo à 119 km au nord-est de George via la route nationale 9 et à 86 km au nord de Knysna via la R339 (non goudronnée) et le col de Prince Alfred.

## Démographie
Selon le recensement de 2011, Uniondale compte 4 525 habitants (80,88% de coloureds, 8,93% de blancs et 8,53% de noirs). 
L'afrikaans est la première langue maternelle de la population locale (95,03%) devant l'anglais sud-africain (1,86%).

## Historique
Uniondale est fondée en 1856 par l'union de deux townships, Hopedale et Lyons. 
Le village se développe grâce à l'artisanerie locale, notamment la construction de chariots et de meubles. Il devient également un petit centre régional pour la vente de blé, de haricots, de pommes de terre, de fruits secs et de tabac. Une succursale de la Standard Bank est ouverte pour la première fois en 1880 avant la National Bank en 1911.
Au cours de la seconde guerre des Boers (1899-1902), Uniondale était protégée par cinq forts britanniques. Le 21 janvier 1901, le commandant boer Gideon Scheepers, âgé de 21 ans, mena la première incursion d'un commando boer à Uniondale. Il fit libérer tous les prisonniers blancs et emprisonner le magistrat et le geôlier mais dès le lendemain, les troupes britanniques reprenaient possession du village. Une seconde incursion boer intervint en août 1901 et fut plus sanglante.
Le village est électrifié en 1935.

## Économie
Uniondale est une localité agricole dont l'économie repose sur l'élevage de moutons et de chèvres ainsi que sur la production de pommes.

## Tourisme
La petite ville d'Uniondale est située près de la vallée de Langkloof et de la route 62 ce qui lui permet de faire partie d'itinéraires touristiques qui incluent des destinations telles que Oudtshoorn, Joubertina, Port Elizabeth, Knysna et George. 
Le moulin à eau d'Uniondale date de 1854 et dispose de la plus grande roue d'Afrique du Sud. Il abrite également une galerie d'art.

## Personnalités locales
- Chris Heunis, avocat, homme politique, député et ministre né à Uniondale

## Liens externes

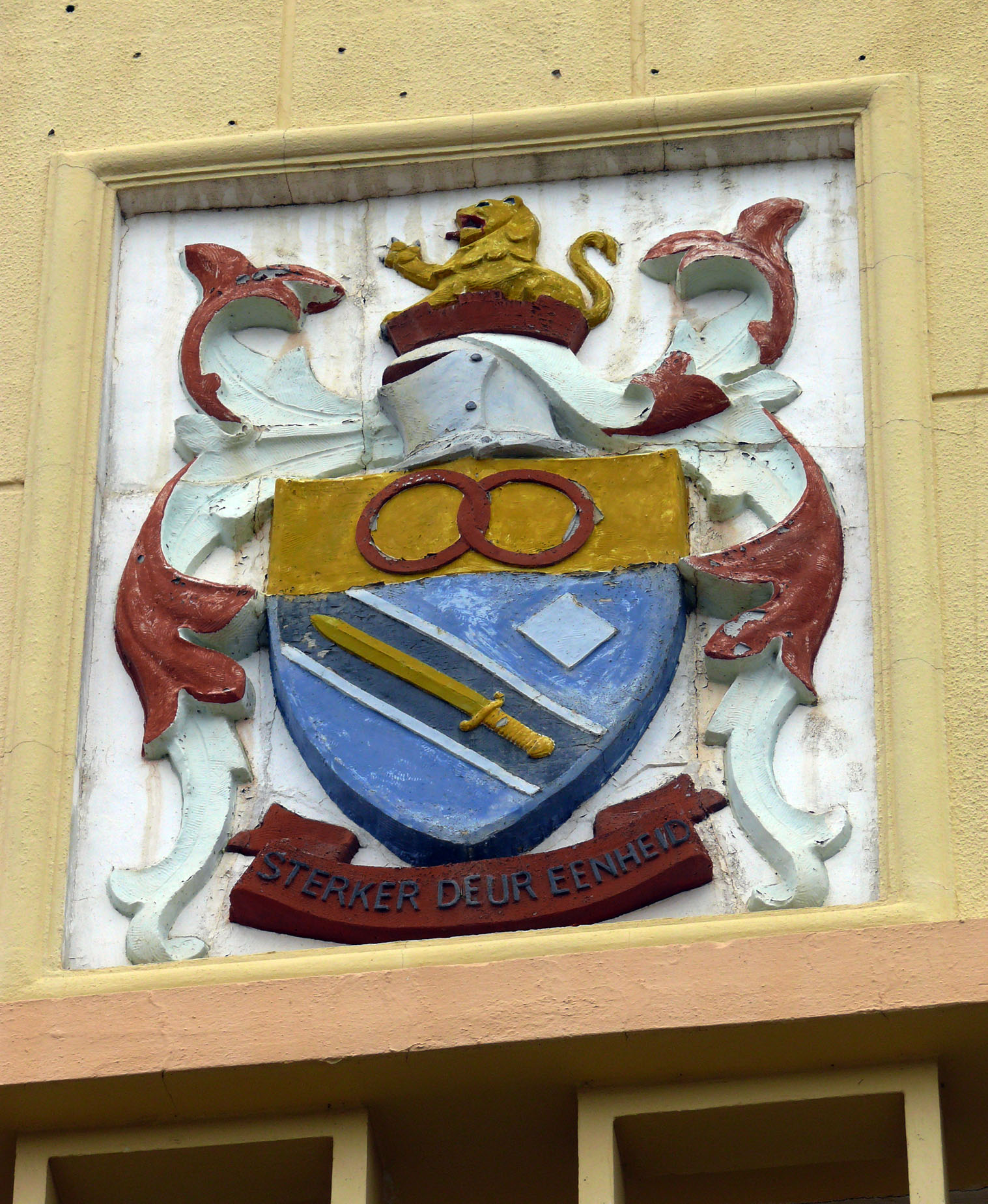
Armoiries d'Uniondale